# الخضر (بعلبك)
خضر  هي إحدى القرى اللبنانية من قرى قضاء بعلبك في محافظة بعلبك الهرمل.
يحد بلدة الخضر من الجنوب بلدة النبي شيت ومن الشرق بلدة الخريبة ومن الشمال بلدة حورتعلا ومن الغرب طريق عام رياق بعلبك، وتشتهر هذه البلدة بزراعة الكرمة والفاكهة على أنواعها، بالإضافة إلى زراعة البطاطا بشكل خاص والخضروات بشكل عام. يعد سهل بلدة الخضر من أكبر السهول الزراعية في محيطها، ويعتمد اهالي البلدة بأغلبهم على الزراعة، مع كل ما يعانيه القطاع الزراعي في لبنان من ماساه
في بلدة الخضر مجلس بلدي من 12 عضواَ  